# Christine Leunens

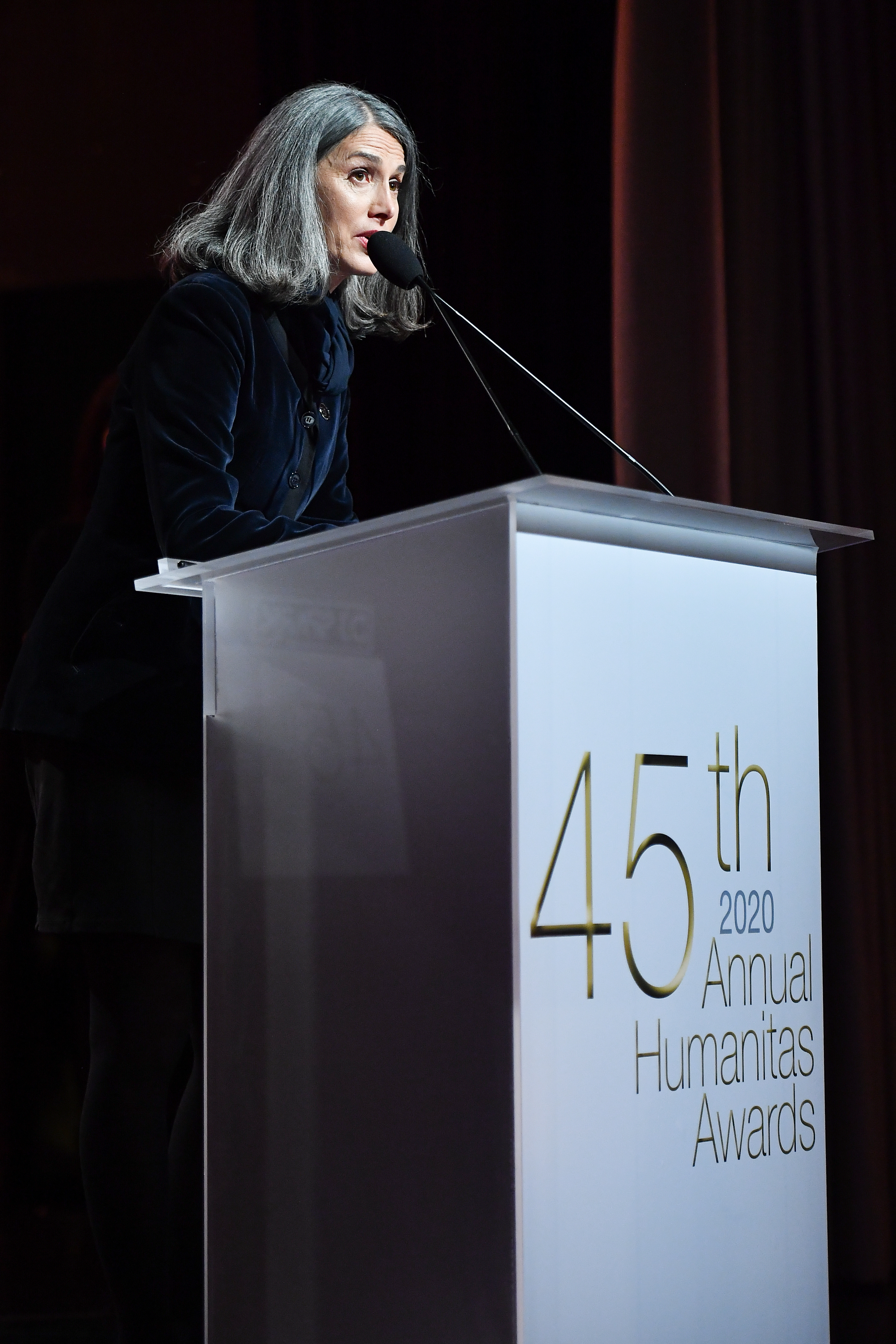
Christine Leunens (The Annual Humanitas Awards, 2020)

Christine Leunens (geboren am 29. Dezember 1964 in Hartford (Connecticut), Vereinigte Staaten) ist eine neuseeländisch-belgische Schriftstellerin. Sie ist die Autorin mehrerer Romane, darunter Caging Skies, der als Jojo Rabbit verfilmt wurde. Ihre Werke wurden in zwanzig Sprachen übersetzt, jedoch noch nicht ins Deutsche.

## Leben
Leunens wurde in Hartford, Connecticut, geboren; ihre Mutter war Italienerin, ihr Vater Belgier. Als Teenager zog sie nach Paris. Sie finanzierte ihr Studium und ihre ersten schriftstellerischen Arbeiten, indem sie in Europa als Model arbeitete. Sie wurde das Gesicht von Givenchy, Paco Rabanne, Nina Ricci, Pierre Balmain und Sonia Rykiel und spielte in Fernsehwerbung für Mercedes-Benz, Suzuki und House of Fraser.
Sie erwarb einen Bachelor-Abschluss in Französisch an der University of North Carolina und einen Master-Abschluss in Literatur von der Harvard Extension School in Cambridge, Massachusetts. Sie zog 2006 nach Neuseeland und erhielt ein Stipendium des International Institute of Modern Letters der Victoria University of Wellington, um einen Roman als Teil einer Doktorarbeit zu schreiben; sie schloss 2012 mit einer zweiteiligen Arbeit über literarische Schwiegermütter ab.

## Literarische Karriere
1996 gewann sie einen Preis für das „beste Drehbuch“ des Centre National du Cinéma in Paris. 1999 wurde ihr Roman Primordial Soup veröffentlicht.
Im Jahr 2007 veröffentlichte sie Caging Skies, einen historischen Roman aus dem Zweiten Weltkrieg, der in Wien spielt und von Le Monde als „wunderschöner, kraftvoller, andersartiger und ehrgeiziger Roman“ über „eine Liebe, die so total ist, dass sie den Partner einsperrt, isoliert und kolonisiert, bis die Zerstörung die Außenwelt auslöscht“. Die französische Ausgabe wurde 2007 für den Prix Médicis étranger nominiert.
Ihr dritter Roman, A Can Of Sunshine, den sie im Rahmen ihrer Doktorarbeit schrieb, wurde 2013 veröffentlicht.
Taika Waititi adaptierte Caging Skies als Drehbuch für den Film Jojo Rabbit, der 2019 mit einem Academy Award für das beste adaptierte Drehbuch, sowie mit dem Humanitas-Preis ausgezeichnet wurde.
Im Jahr 2022 veröffentlichte Leunens den Roman In Amber's Wake, der vor dem Hintergrund der Anti-Atomkraft-Bewegung und des Rainbow Warrior-Bombenanschlags spielt; eine Verfilmung wird von Mimi Polk Gitlin produziert.

## Romane
- Primordial Soup (1999)
- Caging Skies (2008)
- A Can of Sunshine (2013)
- In Amber's Wake (2022)[17]